# Leopard 2PL

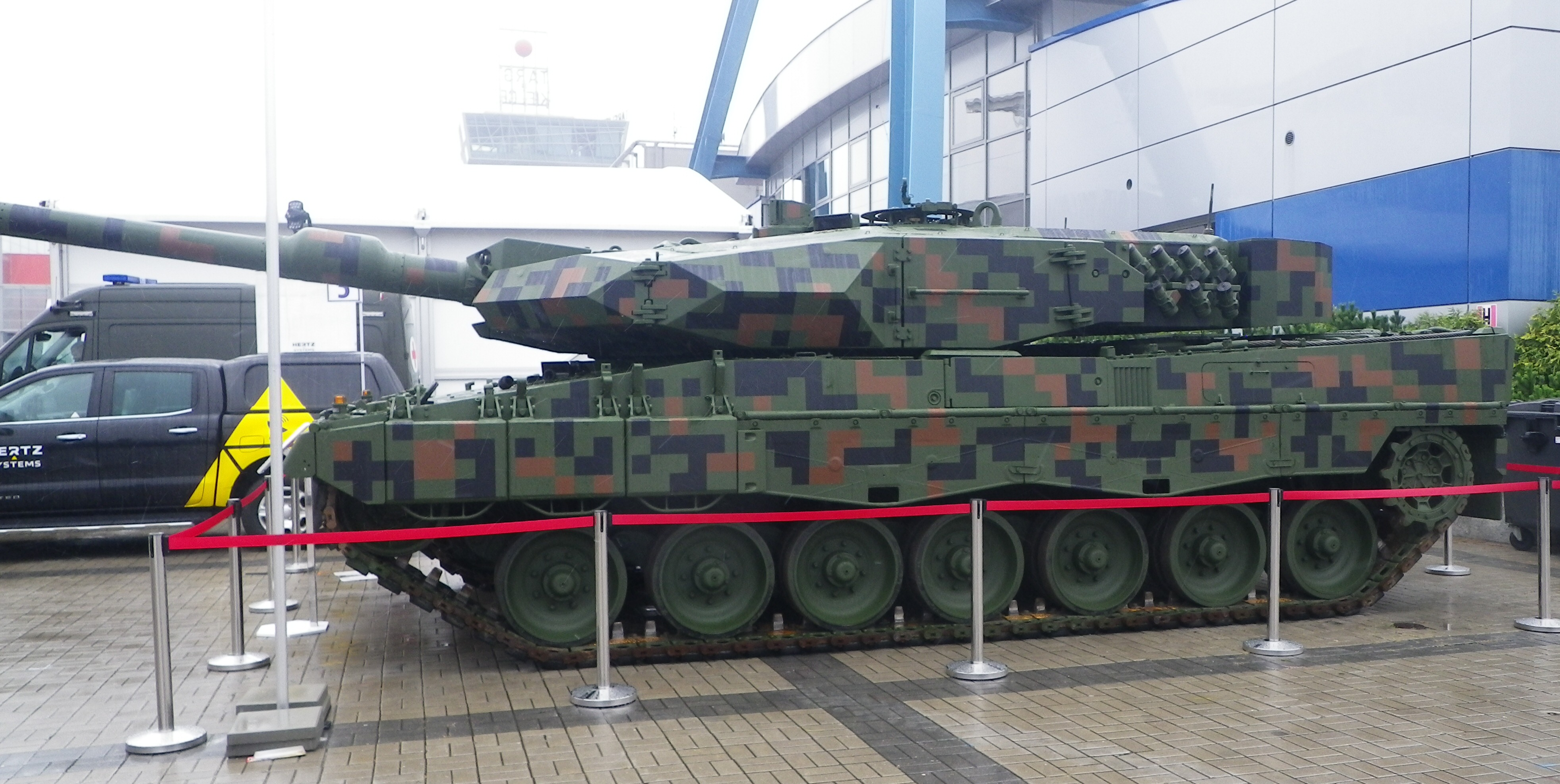
Вид збоку, добре видно додаткові модульні броньові панелі на башті.

Леопард 2ПЛ (Leopard 2PL) — польський основний бойовий танк, створений в результаті модернізації танків Leopard 2A4, проведеної у співпраці нім. Rheinmetall і пол. Polska Grupa Zbrojeniowa (PGZ).

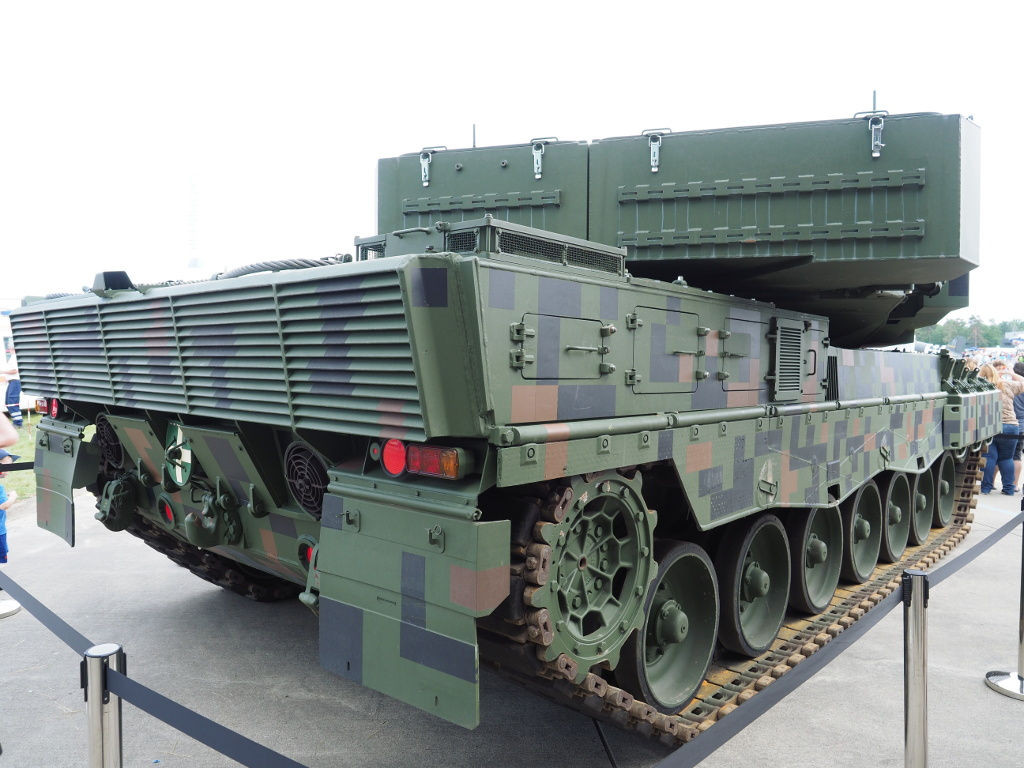
Вигляд ззаду, видно транспортні корзини, прикріплені до задньої частини башти, і модифікації задньої частини корпусу в результаті використання APU.

## Історія розвитку

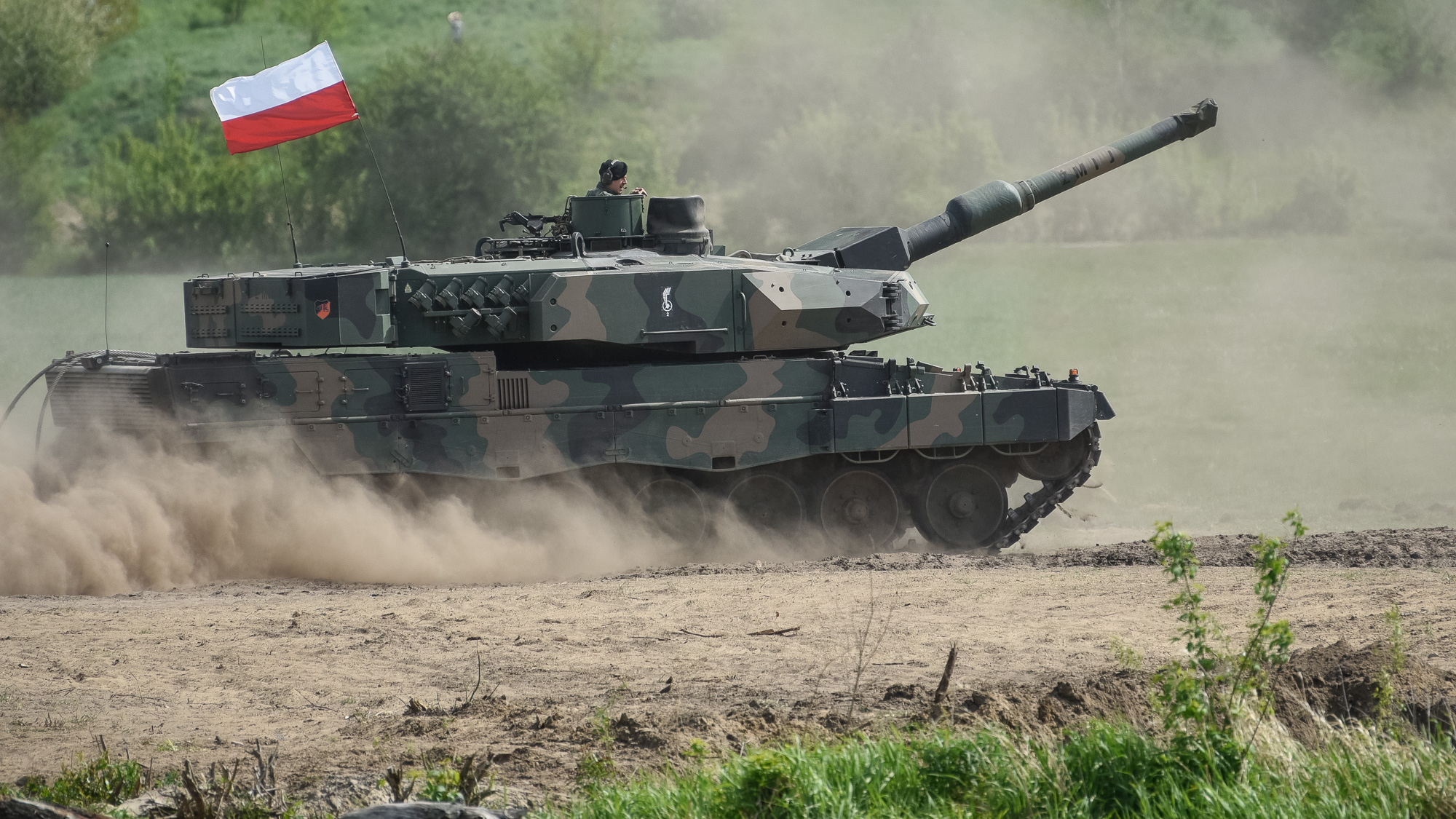
Leopard 2PL 10-ї польської бронекавалерійської бригади під час маневрів Defender Europe 22.

Коли у 2002 році Сухопутні війська взяли на озброєння перші танки Leopard 2A4, з ресурсів Бундесверу було зрозуміло, що їх модернізація необхідна, але перші роботи з розробки плану та обсягу їх модернізації розпочалися лише в середині 2012 року. Тоді командування Сухопутних військ розробило початкові вимоги до модернізації танків «Леопард». Програма отримала назву Leopard 2PL. У результаті проведених робіт визначено два варіанти модернізації. Перший, базовий, включав впровадження електроприводу та стабілізації гармати (замість гідравлічного), складання ДСУ, модернізацію оптико-електронної системи за рахунок, зокрема, встановлення нових тепловізійних камер, модернізація місця водія та нового комплексу противибухового, протипожежного та протимінного захисту. Другий варіант, більш розширений, крім робіт, запропонованих у першому варіанті модернізації, був доповнений системою управління боєм BMS, встановленням дистанційно керованого вогневого модуля на башті танка, новими типами боєприпасів, системами кондиціонування повітря водійського та бойового відділень, модернізація блоку охолодження електроніки.
Врешті, програма модернізації Leopard 2A4 була включена до «Плану технічної модернізації польських збройних сил на 2013—2022 роки» (PMT) у грудні 2012 року. На початку березня 2013 року були направлені запрошення зацікавленим особам на технічний діалог, який проводився в період з березня по серпень. У жовтні 2013 року було оголошено тендер (конкурс) на вибір виконавця програми. Свою готовність взяти участь висловили три учасники: консорціум, що складається з Wojskowe Zakłady Motoryzacyjne з Познані, Wojskowe Zakłady Łączności № 2 і Rheinmetall Landsysteme GmbH; консорціум Бумар-Лабенди(пол. Zakłady Mechaniczne Bumar-Łabędy), OBRUM і Polski Holding Obronny (PHO) і останній консорціум, що складається з PCO та ASELSAN Elektronik. Однак остаточну пропозицію подав консорціум Zakłady Mechaniczne, OBRUM і PHO, і таким чином Інспекція озброєнь почала з ним переговори. Іноземним партнером був Krauss-Maffei Wegmann. У грудні 2014 року консорціум подав остаточну пропозицію на основі рішень іноземного партнера, але у 2015 році процедуру вибору підрядника було завершено через формальні недоліки та низьку участь польської промисловості в програмі.
Того ж року було прийнято рішення доручити модернізацію Польській зброярській групі. Остаточна пропозиція була подана в листопаді 2015 року, таким чином розпочалися переговори.
Переговори тривали до 28 грудня 2015 року. В результаті, між Інспекцією озброєнь і консорціумом у складі PGZ і «Бумар-Лабенди» було підписано контракт на модернізацію 128 танків Leopard 2 та ще на 14 одиниць техніки. Іноземним партнером консорціуму була німецька компанія Rheinmetall Landsysteme, яка в минулому була співвиробником танків Leopard 2. Сума контракту склала 2,415 млрд злотих . 20 червня 2018 року було підписано додаток з можливістю модернізації 14 танків, тобто загалом усіх танків Leopard 2A4, які перебувають на озброєнні Сухопутних військ. Вартість контракту зросла до 2,721 млрд злотих. Контракт спочатку передбачав, що всі примірники з базового замовлення будуть поставлені до 2020 року, а наступні 14 машин — до 2021 року.
Початковий графік роботи передбачав, що весь робочий процес буде розділений на п'ять етапів. На першому етапі підготовка всієї інфраструктури та ресурсів, необхідних для модернізації, була запланована на 2016 рік. Другий етап передбачав, що з листопада 2016 року до кінця 2017 року машини будуть демонтовані та підготовлені до процесу модернізації, а на третьому етапі, у 2018 році, буде здійснено передачу технологій та навчання персоналу на дослідній партії танків. З червня 2018 року по березень 2019 року мав відбутися процес запуску виробництва та постачання передсерійної партії машин одержувачу, а на останньому, п'ятому етапі, який тривав з січня 2019 року по листопад 2020 року, — серійна модернізація машин і повинні були початися поставляння (тобто 128 машин).
З іншого боку, початковий процес модернізації передбачав поставляння прототипу в кількості 1 шт. до третього кварталу 2018 року, пробну партію з 5 шт. (процес навчання польських спеціалістів і трансфер технологій), виготовлені в Німеччині, буде поставлено до кінця 2018 року, а пробна партія, що складається з 12 машин, уже виготовлених у Польщі, буде поставлена до кінця першого кварталу 2019 року, а серійне виробництво решти машин за базовим контрактом передбачається здійснюватися з ІІ кварталу 2019 року по ІІІ квартал 2020 року.
18 лютого 2016 року було підписано детальну угоду з німецьким партнером, яка визначила умови співпраці між «Бумар-Лабенди» та Rheinmetall. Контракт передбачав, що німецька компанія буде відповідати за: розробку проекту модернізації танка, підготовку (спільно з польськими партнерами) необхідної технічної документації, виготовлення прототипу версії машини 2PL і танків дослідної партії (5 одиниць; з навчанням польських спеціалістів та передачею технологій до Польщі), надання «Бумар-Лабенди» необхідної технічної підтримки для запуску виробництва серійних автомобілів, надання необхідних інструментів та передача технології ноу-хау. Під час виставки Eurosatory 2018 представники Rheinmetall оголосили про завершення заводських випробувань прототипу танка Leopard 2PL. У серпні 2018 року машину відправили до Військового бронетанкового та автомобільного інституту в Сулеювеку, де вона проходитиме подальші національні випробування. У 2018 році Reinmetall передала «Бумар-Лабенди» перші передсерійні агрегати, що відкрило шлях для модернізації машин уже в Польщі після успішного завершення випробувань прототипу автомобіля. Випробування прототипу були продовжені, що призвело до модернізації наступних екземплярів і передачі їх одержувачу. Під час випробувань прототипу також виникли проблеми з шасі, ремонт якого призвів до продовження дослідницького процесу, тому запустити серійне виробництво не вдалося. Випробування прототипу завершилися 8 травня 2020 року. 28 травня 2020 року Військо Польське отримало перші екземпляри з передсерійної партії. Виконання контракту продовжено до кінця липня 2023 року.
Договір скасовувався 5 разів. В основному це було пов'язано з неврахуванням відновлення працездатності окремих елементів танків, яке виявилося необхідним, а також різним ступенем зносу окремих танків. Остаточна вартість програми зросла до 3,29 млрд злотих.

## Опис конструкції

### Технічний опис
Leopard 2PL — це основний бойовий танк 3-го покоління, створений в результаті модернізації танків Leopard 2A4, що перебувають на озброєнні Сухопутних військ, у співпраці з Polska Grupa Zbrojeniowa та Rheinmetall Landsysteme. Танк призначений для захоплення та утримання місцевості та підтримки дій механізованих і моторизованих підрозділів вогнем із бортової зброї в будь-яких погодних умовах, як вдень, так і вночі.
За результатами роботи було розроблено два варіанти машин: стандартний Leopard 2PL, який зараз надходить на озброєння, та Leopard 2PLM1, створений за рішенням замовника у 2018 році. Німецький партнер відповідає за виробництво прототипу Leopard 2PLM1. Транспортний засіб було доставлено в січні 2021 року, а випробування розпочалися в лютому 2021 року. Відмінності конфігурації танків у версіях Leopard 2PL і Leopard 2PM1 полягають в оснащенні машин версії 2PLM1 системою активного охолодження відсіку електроніки EGPT, системою захисту електроніки башти від перепадів електричної напруги при пуску, модифікація режимів роботи лазерного далекоміра, додаткове гніздо для зарядки батареї та функція PIX, що дозволяє командиру автоматично повертати оптичну головку приладу спостереження та прицілювання PERI в положення «шість годин» і «дванадцять годин» відносно корпусу машини.

### Броня
Модернізація Leopard 2A4 до стандарту 2PL передбачає підвищення балістичної стійкості башти до рівня, що перевищує показник версії Leopard 2A5. Додаткові зовнішні модулі броні встановлені навколо башти машини. Додаткове бронювання корпусу та шасі машини не вирішувалося через значне збільшення ваги та зниження вартості. Усередині машини встановлені спеціальні протирозбризкувальні накладки для захисту екіпажу всередині машини від осколків в разі пробиття або попадання.

### Озброєння
Основним озброєнням танка залишається гладкоствольна гармата Rheinmetall Rh-120 у версії L/44, яка була модифікована для використання нових типів боєприпасів, тобто протитанкових DM63 і програмованих боєприпасів DM11. Для використання боєприпасів DM11 замінено гальма відкоту, накатник, індикатор віддачі та контейнер денців гільз. У казенну частину гармати введена система програмування, а також система управління вогнем і встановлено електронний спуск гармати. Встановлено новий бортовий комп'ютер з новими балістичними таблицями. Однак кулемети MG3 не замінили іншою моделлю. Проте система стабілізації гармати та приводи башти були замінені з гідравлічного на новий суто електричний.

### Оптика та електронні системи
Модернізовано оглядово-прицільні прилади навідника та командира шляхом додавання польських тепловізорів третього покоління KLW-1 Asteria виробництва PCO. Покращена обізнаність водія також завдяки встановленню водійської денно-нічної камери заднього виду KDN-1 Nyks, також виробництва PCO. Встановлено нову командирську приставку CCMS та модернізовано блок командирського управління та тестування РПП, що забезпечує керування системами башти, тестування роботи систем башти, альтернативну передачу зображення від модернізованого прицілу EMES 15 та приладу PERI R17A3L4 CP. Крім того, модернізований танк отримав можливість працювати в режимі мисливця-вбивці. Була використана нова, цифрова шина зв'язку. Радіоприймачі не були замінені на нові, тому машини все ще оснащені аналоговими радіостанціями SEM80/90, що викликає критику спеціалістів.

### Інші зміни
Проведено капітальний ремонт силових установок танків, встановлено допоміжну енергетичну установку (ДСУ) потужністю 17 кВт. Безпеку екіпажу було покращено за рахунок використання вибухозахищеної системи з балонами з вогнегасною речовиною Deugen-N, а систему протипожежного захисту було модернізовано з додаванням нової панелі керування та вогнегасної речовини. Також були встановлені додаткові транспортні корзини поза баштою, а також адаптована евакуаційна техніка до збільшеної до 60 тонн бойової маси танка.

## Служба у Війську Польському
Перші машини Військо Польське отримало в травні 2020 року. На ярмарку MSPO 2020 вперше представили один з перших шести серійних екземплярів, переданих в армію. Була представлена машина 10-ї окремої бронетанкової бригади з навчального центру «Леопард». У вересні 2020 року перші дві машини отримала 1-а Варшавська бронетанкова бригада.
21 грудня 2021 року було оголошено про поставку ще 2 танків Leopard 2PL для оснащення 1 BPanc. Таким чином, частина вперше має у своєму складі повну роту (14 танків). Таким чином, кількість експлуатованих Leopard 2PL у Війську Польському зросла до 20 примірників.